# Nowa Synagoga w Lesznie
Nowa Synagoga w Lesznie – synagoga w Lesznie znajdująca się przy ulicy Gabriela Narutowicza. Jest jedną z największych i najlepiej zachowanych synagog w województwie wielkopolskim.

## Historia

### Budowa
Synagoga została zbudowana w latach 1796–1799, na miejscu starej synagogi, dzięki pozwoleniu biskupa Antoniego Onufrego Okęckiego. Większość funduszy na budowę wyłożyła gmina żydowska. Pozyskano również środki o które wystąpiła gmina bezpośrednio w listach skierowanych m.in. do Żydów w Głogowie, Moguncji, Ferrarze, Trieście i Pradze, oraz z datków poszczególnych członków gminy, przy czym znana z nazwiska jest tylko jedna dobrodziejka, którą była Feige, żona rabina Dawida Tevle Horochowa. Ufundowała ona do bóżnicy okno na którym widniało jej imię; nie miała jednak szczęścia dożyć do poświęcenia synagogi.

### Po otwarciu

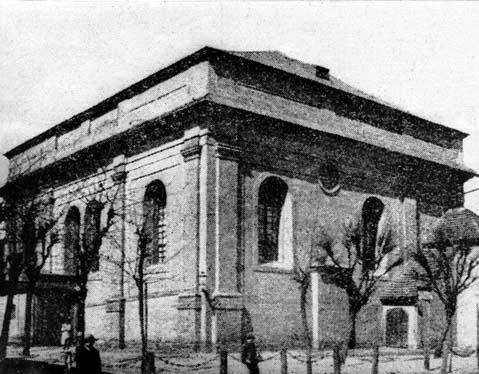
Synagoga przed przebudową

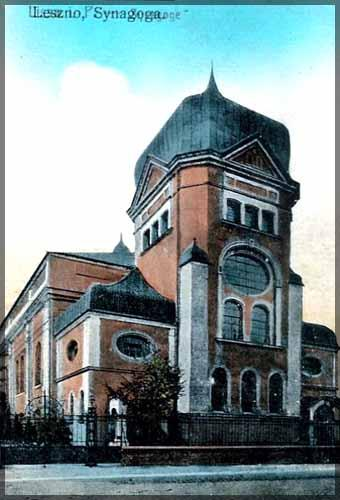
Synagoga po przebudowie

Uroczyste otwarcie synagogi nastąpiło w piątek 2 marca 1799 roku. W czasie uroczystości recytowano 3 hebrajskie pieśni, z których pierwszą odśpiewano przy wniesieniu zwojów Tory na dziedziniec synagogi, druga przy wejściu do budynku, a ostatnią oraz Psalm 30 we wnętrzu.
Ze względu na fatalny stan finansowy gminy żydowskiej, 12 marca 1833 roku synagoga przeszła na własność Dawida Mankiewicza, który kupił ją za 5240 talarów. Zakupił on również inne nieruchomości gminy żydowskiej, w tym dom pożarniczy, dom kahalny, mykwę, szpital, jatki, rzeźnię, dwa domy pogrzebowe oraz cmentarz. Mankiewicz, jako bogaty członek tutejszej gminy oddał kahałowi na korzystnych warunkach zakupione dobra, które w ten sposób nadal mogły służyć leszczyńskim Żydom.
W 1867 roku miała miejsce renowacja synagogi. Pod koniec XIX wieku gmina podjęła starania zmierzające do uzyskania środków na powiększenie istniejącej synagogi i uporządkowania jej otoczenia. Prace rozpoczęto w 1889 roku od przykrycia synagogi pozornym sklepieniem według nieodnalezionych dotąd planów. 31 stycznia 1891 roku budowniczy miejski E. Stein przedstawił projekt uporządkowania otoczenia synagogi, a 23 listopada tego samego roku projekt ogrodzenia oddzielającego teren zajmowany przez synagogę od ulicy Gabriela Narutowicza.

### Przebudowa
W 1903 roku przedstawiciele kahału zamówili u leszczyńskiego budowniczego H. Müllera kolejny projekt, zakładający dobudowę do istniejącego korpusu wschodniego aneksu z wieżą utrzymanego w stylistyce neoromańskiej. We wnętrzu w miejsce dwukondygnacyjnej empory północnej miała zostać wprowadzona symetrycznie w stosunku do osi podłużnej budynku usytuowana empora obiegająca wszystkie ściany, poza wschodnią, zajętą przez dużą arkadę, łączącą korpus z wieżą i stanowiącą tło dla wysokiego baldachimu z cebulastą kopułą. Baldachim umieszczony przy ścianie wschodniej nakrywał podwyższoną bimę, za którą w ścianie wschodniej umieszczony został aron ha-kodesz. Ozdobne obramowanie arki stanowiło połączenie elementów neorenesansowych, neobarokowych, wzbogacone orientalną kopułą baldachimu. Salę przykrywało pozorne sklepienie z 1889 roku.
Władze gminy żydowskiej projektu tego nie zaakceptowały, być może ze względu na nieudolne zgranie nowej, zbyt małej części, z korpusem. Nowy projekt zamówiony został we Wrocławiu, u dwóch zarejestrowanych architektów, podpisujących się i wspólnie jako Richard i Paul Ehrlich, a nie, jak błędnie dotychczas odczytywano nazwisko z projektu, R. Elerlein.

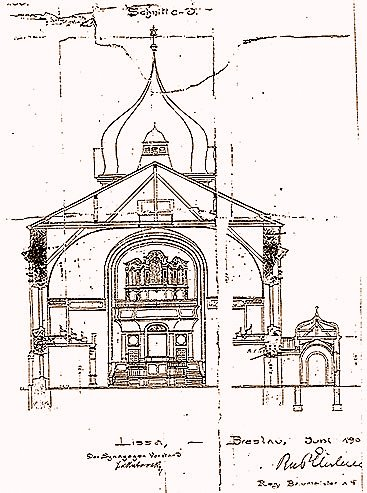
Projekt synagogi

Pierwsza wersja projektu ze stycznia 1904 roku przewidywała podobne zmiany jak projekt Müllera, a mianowicie symetryczne rozwiązanie empor i dobudowę aneksu wschodniego, co może oznaczać, iż tego wymagały władze gminne nadzorujące budowę. Różnice wynikały z innego rozwiązania ciągów komunikacyjnych i dyspozycji pomieszczeń w nieco większym aneksie wschodnim, z przesklepienia sali modlitw nowym głębszym sklepieniem, z likwidacji dawnego przedsionka południowego i budowę w jego miejsce nowego, modyfikacji połączenia zachodniego aneksu z salą modlitw, oraz zmiany stylistyki wnętrza na neorenesansową.
Druga wersja projektu z czerwca 1904 roku przynosiła kolejne zmiany, wśród których najważniejsze było wydzielenie z wnętrza korpusu zachodniej garderoby dla mężczyzn, poprzedzonej nową południową częścią zachodniego aneksu, mieszczącą przedsionki, klatkę schodową prowadzącą na empory i kotłownię w przyziemiu starej północnej części aneksu zachodniego, a od południa łączącą się z nowym przedsionkiem, przylegającym do zachodniego przęsła elewacji południowej. Zmianie uległa również stylistyka wnętrza, łącząca elementy neobarokowe z roślinną dekoracją secesyjną, która z kolei znajdowała odpowiednik w formach secesji wiedeńskiej elewacji zewnętrznych, połączonych z pierwiastkami orientalnymi.
Drugą wersję tego projektu zrealizowano, a do kolejnego poświęcenia synagogi doszło w 12 kwietnia 1905 roku, kiedy po bardzo kosztownej przebudowie została ona znacznie powiększona. Z pietyzmu odstąpiono od wzniesienia całkowicie nowego budynku i zadecydowano tylko o przebudowie istniejącego, wybudowanego ok. 100 lat wcześniej, w którym działali najsłynniejsi żydowscy nauczyciele. Przebudowa kosztowała 125 tysięcy marek. Sam budynek i jego nowy wystrój zostały artystycznie potraktowane. Wykonanie wspaniałych polichromii, utrzymanych w tonacji piaskowej i czystych barwach, odpowiadających nowoczesnemu stylowi nastręczyło wiele trudności. Wprowadzono również organy najnowszej konstrukcji, których ton spotkał się z ogólnym uznaniem wiernym, wykonane przez znaną firmę Schlagk & Söhne.

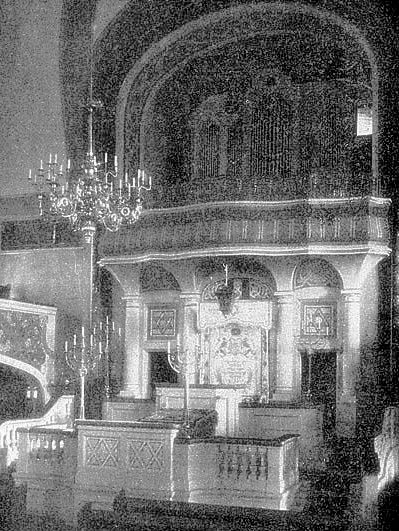
Aron ha-kodesz

Ówczesny wygląd i wystrój synagogi jest znany z przewodnika po Lesznie z 1908 roku Hansa Dilnnhaupta. Z kolei Br. Świderski w swoim ilustrowanym opisie Leszna z 1928 roku pisał: „Dawniejszą synagogę wybudowano przed 130 laty. W 1905 roku przebudowano gmach, nadając mu styl bizantyjsko-mauretański. Rabina od kilku lat gmina nie posiada. Ostatnim w czasach niemieckich był Gelles”. Podupadanie gminy, wyrażające się w stałym odpływie ludności żydowskiej, zaznaczyło się szczególnie w okresie międzywojennym, kiedy to gminy nie było stać nie tylko na utrzymywanie rabina, ale również na ogrzewanie synagogi w czasie zimy, w wyniku czego spotykano się w przytułku dla starców, chorych i biednych Żydów im. Wollheimów. Wiadomości na ten temat znajdują się w broszurze Fritza Scherbela, który wspomina, że podczas świąt żydowskich często kaznodzieją był Ismar Landsberg, który w ten sposób wraz z kantorami Koberem, Elsterem oraz Sternbergiem chcieli podtrzymać starą tradycję.

### Okres międzywojenny
Pomimo permanentnych kłopotów finansowych w okresie przedwojennym, gmina zdobyła się na założenie nowych rynien i rur spustowych w synagodze. Prace przeprowadził mistrz Kazimierz Zajkiewicz za kwotę 180 złotych i 25 groszy. W 1937 roku sytuacja gminy była tak zła, że nie można było nawet spłacić pożyczki zaciągniętej w Wojewódzkim Banku Pożyczkowym, wobec czego Bank groził zlicytowaniem synagogi i cmentarza. Przypuszczalnie w następstwie takiej groźby 4 lutego 1938 roku zarząd gminy żydowskiej zdecydował się sprzedać kościołowi parafialnemu w Zdołbunowie organy z synagogi za sumę 7300 złotych.
Jeszcze w tym samym miesiącu endecki „Głos Leszczyński” zamieścił artykuł pt. „Sprzedaż synagogi w Lesznie 103”, w którym sugeruje iż sprzedaż organów była tylko wstępem, gdyż gmina nosi się również z zamiarem sprzedaży synagogi wraz z placem, na którym stoi. Autor artykułu zadaje również pytanie „Możeby kompetentne czynniki rozpatrzyły sprawę i ewentualnie przyczyniły się do zniesienia symbolu dawnej świetności żydostwa w naszym grodzie?”. W odpowiedzi gmina życzy sobie, aby w następnym numerze zamieścić sprostowanie, gdyż bynajmniej nie nosi się z takim zamiarem.

### II wojna światowa i okres Polski Ludowej
W okresie II wojny światowej, pozbawiona wiernych, synagoga została przeznaczona na składnicę rupieci. W tym też zapewne okresie zlikwidowano dwa wejściowe portale do aneksów przywieżowych i najprawdopodobniej zniszczono ruchome wyposażenie synagogi.
Jeszcze w 1956 roku istniała górna partia wieży wraz z kopułą, którą rozebrano w tym samym roku, bądź na początku następnego. W owym czasie parter synagogi pełnił funkcję miejskiej łaźni. Próba zaadaptowania budynku na Miejski Dom Kultury, do którego wykonano uproszczoną dokumentację projektowo-kosztorysową, wiązała się z wprowadzeniem do wnętrza sali głównej żelbetowego stropu na wysokości dawnej galerii. Na tej samej wysokości wprowadzono również stropy w aneksach przywieżowych, co wymagało zlikwidowania usytuowanych tam obszernych klatek schodowych.
Dalszych prac zaniechano z braku odpowiednich funduszy, a budynek przekazano w użytkowanie W.Z.G.S. „Samopomoc Chłopska”, który wykorzystywał go na cele magazynowe. W tym też zapewne czasie wobec przystosowania budynku do nowej funkcji zamurowano okna dolnej kondygnacji aneksu zachodniego i wprowadzono nowe podziały we wnętrzu przyziemia korpusu.

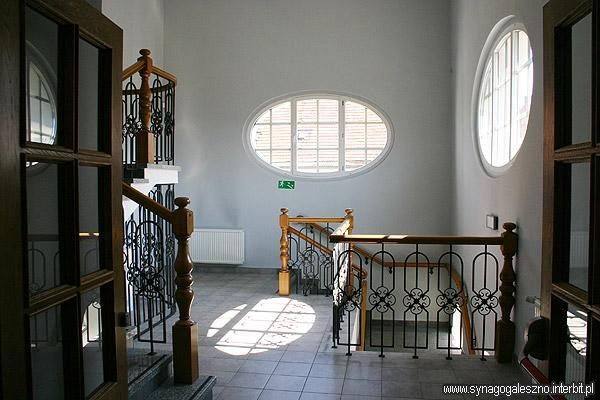
Klatka schodowa

14 lutego 1976 roku Wydział Kultury i Sztuki Urzędu Wojewódzkiego w Lesznie zlecił inżynierowi Ryszardowi Szewczykowi wydanie orzeczenia techniczno-ekonomicznego, które miało na celu: „Zbadanie stanu technicznego budynku, i wydanie opinii odnośnie do zamierzonego remontu w dwóch wersjach, tj. z przeznaczeniem na salę koncertową, oraz na salę wystawienniczą na I p. i klubem M.P.i K. na parterze”. W orzeczeniu wydanym w lutym 1976 roku czytamy: „Ponieważ budynek b. Synagogi jest budowlą zabytkową, posiada główne elementy w zadowalającym stanie technicznym, a dopuszczalne nakłady remontowe nie przekraczają 70% wartości budynku w stanie nowym, wnioskuje się zakwalifikować budynek do adaptacji na nowe cele według jednej z opracowanych alternatyw”. Do realizacji jednak nie doszło, tak więc synagoga nadal pełniła funkcję magazynu. Na przełomie lat 1986–1987 państwo Kurzawa przedstawili nowe studium rewaloryzacji budynku, z przeznaczeniem na sale koncertową, które podzieliło los poprzednich projektów. W 1991 roku synagoga została wpisana do rejestru zabytków.

### Po 1989

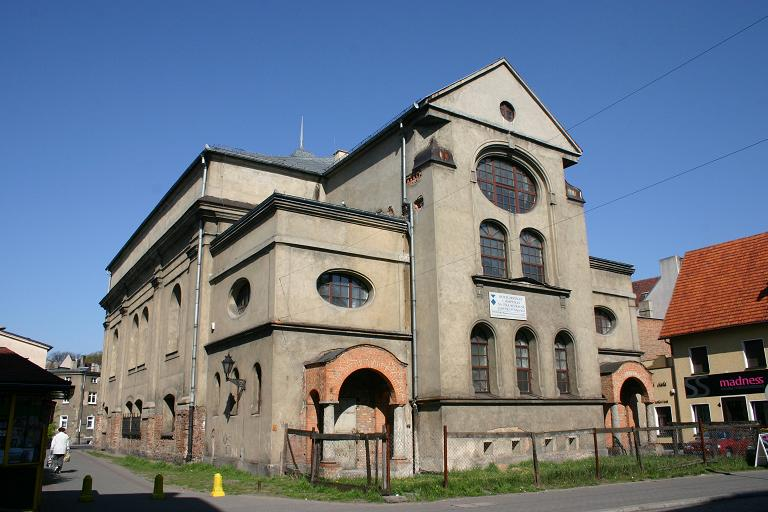
Synagoga przed remontem

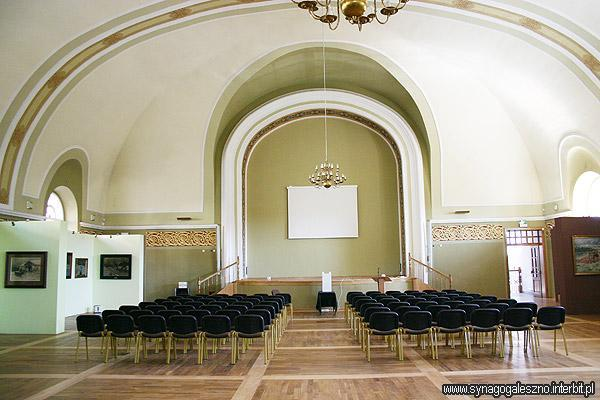
Wnętrze synagogi

Ostatecznie synagogę w kwietniu 1992 roku przejęło Muzeum Okręgowe w Lesznie. W 1993 roku rozpoczęto remont obiektu, chcąc przystosować go na cele muzealne. Wydano na to blisko 2 miliony złotych, wykonując większość prac remontowych. W 1999 roku remont został wstrzymany. Powodem były roszczenia własnościowe Gminy Wyznaniowej Żydowskiej we Wrocławiu, zgłoszone na mocy ustawy z 1997 roku o restytucji mienia żydowskiego. Przez kilka lat trwał spór o to, kto ma być właścicielem synagogi. Ostatecznie Sejmik Województwa Wielkopolskiego zdecydował o wypłaceniu odszkodowania gminie żydowskiej, która ostatecznie zrzekła się prawa własności do obiektu. Sejmik sfinansował też dokończenie remontu (2006).